# Front Nacional Democràtic
El Front Nacional Democratic (National Democràtic Front) fou una organització política de Myanmar (l'antiga Birmània) creada el 10 de maig de 1976 a Manerplaw que va agrupar a les principals organitzacions de les minories nacionals de Birmània.

## Grups membres
El 1976 en formaven part les següents organitzacions:
- Unió Nacional Karen (KNU)
- Partit d'Alliberament Arakan (ALP)
- Partit Nacional Progressista Karenni (KNPP)
- Partit Nacional Unit Lahu (LNUP)
- Organització d'Alliberament de l'Estat Palaung (PSLO)
- Organització Nacional Unida Pa-O (UPNO)
- Partit Progressista de l'Estat Shan (SSPP)

El PNO va deixar l'organització en 1977, i el seu lloc el va ocupar l'Organització Nacional Pa-O (PNO) l'octubre de 1980. Durant els anys següents nous grups es van integrar al front: el juny de 1982 s'hi va integrar el Partit del Nou Estat Mon (NMSP) i el 1983 l'Organització per la Independència Kachin (KIO) i l'Organització Nacional Wa (WNO), el 1987 l'Organització Nacional Lahu (LNO) va substituir el LNPU, el setembre de 1988 el Front Nacional Unit d'Arakan (NUFA), en substitució de l'ALP i el Front Nacional Chin (CNF) en 1989.
El 1989 amb les signatures d'alto el foc dels primers grups amb la junta militar, els membres que arribaven a un acord eren obligats a retirar-se de l'organització, que va entrar en crisis. Així en 1991 en foren expulsats PNO, PSLP i SSPP. El 1993 era format per les seüents organitzacions:
- Front Nacional Unit d'Arakan (NUFA)
- Partit del Nou Estat Mon (NMSP)
- Unió Nacional Karen (KNU)
- Partit Nacional Progressista Karenni (KNPP)
- Organització Nacional Wa (WNO)
- Organització Nacional Lahu (LNO)
- Organització per la Independència Kachin (KIO)
- Partit de la Nova Terra Kayan (KNLP)
- Front Nacional Chin (CNF)

El 1996, amb la rendició de la Mong Tai Army gairebé tots els seus membres s'havien retirar de l'organització i semblava que es dissoldria, ja que es van trencar dos acords i va poder subsistir. El 1997 es van fer diversos intents de ressuscitar-la.

## Presidents del Front
- Bo Mya, del KNU (1976-1987)
- Saw Maw Reh, del KNPP (1987-1991)
- Nai Shwe Kyin, del NMSP (1991-1995)